# Коба

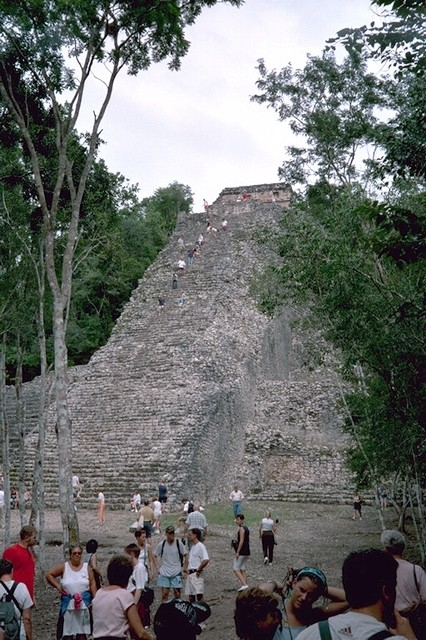
Коба. Піраміда Нохоч Мул

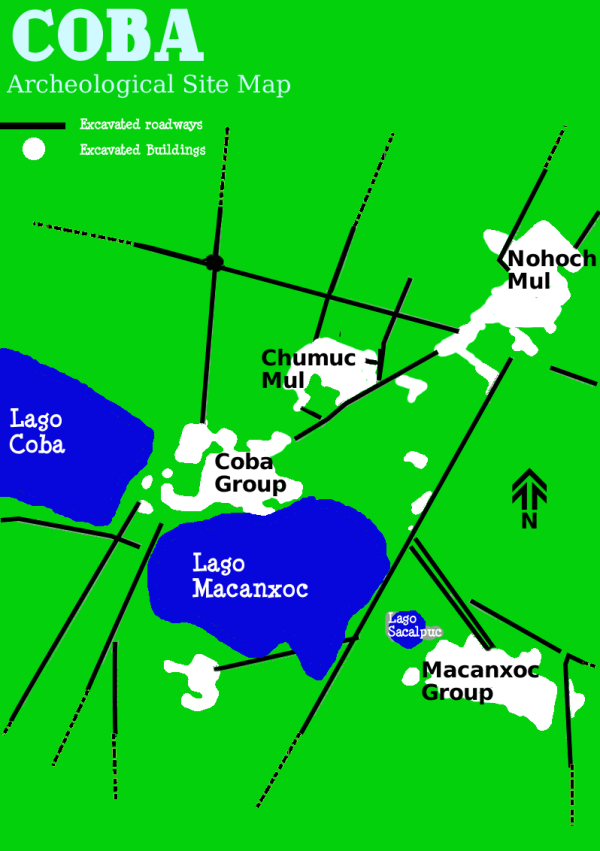

Коба (май. Cobá, ісп. Coba) — стародавнє місто мая на сході Юкатану.

## Історія
Виникло у I столітті. Певний час не мало кам'яних будівель. Починаючи з III ст. швидко зростало, підпорядковуючи собі сусідні поселення мая. У V—VI ст. Коба перетворилася на провідну державу Юкатану. Основний знак «емблемного ієрогліфа» місцевих царів читається Ік'хаабхо’ або Ек'хаабхо’ (так називалося царство зі столицею в Кобі). Засновником династії стала Іш-К'авііль-Ахав-Вінальхааб. Піднесення відбулося за ахава Шукууб-Чан-Йопаат. До 682 року на чолі із Іш-К'авііль держава і місто набули найбільшого розвитку населення міста досягало 50 тисяч людей. Як гавань володарі Коби використовували бухту сусідньої Шельхи.
Протягом 682—755 років відбувався занепад викликаний поразками від інших потужних держав Юкатану. У 695 році правитель Балам-Чууб в союзі з Мутульським царством виступив проти Канульського царства. Утім у той же час зазнав поразки від союзника останнього — Ецни. Нове піднесення відбулося за Калоомте’-Чан-К'ініча наприкінці VIII ст.
У X ст. тривали виснажливі війни Коби з тольтеками і підкореною ними Чичен-Іцою, внаслідок чого місто почало занепадати. Нове піднесення Коби почалося з XII ст. У місті з'явилися нові будівлі, торговельний центр змістився з Шельхи до заснованого в цей час Тулума.
З початком колоніальної доби швидко занепало і знелюдніло вже до кінця XVI ст.

## Монументи
У Кобі виявлено доволі багато монументів — 34 стели, 18 різьблених панелей, різьблений вівтар. Вони здебільшого вкрай погано збереглися, що створює суттєві труднощі при реконструкції списку правителів і подій політичної історії. Через це відкриття нових ієрогліфічних текстів набуває особливого значення. Деякі стели Коби ще в давнину було перенесено з їхнього оригінального місця в іншу частину городища, при цьому часто від таких монументів вдається знайти лише верхній або нижній фрагмент.
За стилем і характером зображення і написи на пам'ятниках Коба практично не відрізняються від сучасних їм пізньокласичних рельєфів та текстів з Північного і Центрального Петена.